# Мухаммад ибн Марданис
Абд Ал-лах Мухаммад ибн Сад ибн Мухаммад ибн Ахмад ибн Марданис (1124/1125, Пеньискола — 28 марта 1173, Мурсия) — последний правитель независимого тайфа Мурсия (1147—1172). Известный в христианских источниках под именем «Король Волк».
Лидер и военный деятель Андалусии, который после окончания правления династии Альморавидов провозгласил себя независимым эмиром Мурсии и Валенсии, став эффективным властителем всего Ксарка Аль-Андалуса до 1172 года. Он выступал против вторжения Альмохадов, которые не смогли полностью завоевать его владения до его смерти.

## Происхождение и приход к власти в Ксарке Аль-Андалусе
Потомок семьи мувалладских аристократов мосарабского происхождения, его фамилия может происходить от испаноязычной фамилии-романса «Мартинес». Он вошёл в историю как один из самых спорных людей своего времени.
Его отец, Саад ибн Марданикс, был губернатором Фраги при Альморавидах и сражался с королём Арагона Альфонсо I в 1134 году. Один из его дядей, Абд аль-Лах ибн Мухаммад, был заместителем военачальника Абд аль-Лах ибн Ияда, который по приказу сарагосского эмира Сафадолы взял под контроль Мурсию и Валенсию в восстании против Альморавидов 1144 года, что привело к распаду их империи на полуострове. После смерти ибн Мухаммада в битве при аль-Лужу в 1146 году его племянник ибн Марданис занял его место в качестве заместителя командующего.
После смерти Ибн Ияда, сражающегося с Бану Юмайлом в августе 1147 года (и предыдущего Сафадолы в Аль-Луже), Мухаммад ибн Марданис захватил власть в Мурсии и Валенсии. Он вступил в союз с Ибрагимом ибн Хамушком из Хаэна, который уступил ему район Сьерра-дель-Сегура.
Ибн Марданис восстановил контроль над всем Ксарком Аль-Андалусом и сохранит его благодаря наёмным войскам, которые он нанял в Барселоне, Кастилии и Арагоне. Подписав договоры с республиками Пиза и Генуя. На самом деле, традиция гласит, что он управлял Альмерией от имени короля Кастилии и Леона Альфонсо VII с 1147 года, после кратковременного захвата города христианами. В то время он передал власть над Валенсией своему брату Юсуфу ибн Марданиксу, а свою столицу перенёс в Мурсию.

## Марданис против Альмохадов
При поддержке своего тестя Ибрагима ибн Хамушка из Хаэна Мухаммад ибн Марданис расширил свои владения до Хаэна (1159), Басы и Гуадикса, завоевал Эсиху и Кармону (1158—1160), угрожал Кордове и осадил Севилью, не дав Альмохадам объединить своим владения в Северной Африке с Испанией. После завоевания Хаэна Ибн Марданиса оставил за своим тестем власть в Хаэне, а также Басы и Убеды. В 1160 году, окружив Кордову, Ибн Марданис и его тесть сумели убить наместника Альмохадов. Альмохады в 1161 году отбили у Ибн Марданиса Кармону.
Ибн Хамушк сумел даже ненадолго захватить Гранаду, хотя и недолго (с января по июль 1162 года), благодаря сотрудничеству еврейского населения, надоевшего правительству Альмохадов. Ибн Марданис и его тесть продолжали нападать за окрестности Кордовы из Андухара.

## Альянсы с христианами
Ибн Марданис, названный христианами королём-волком, без колебаний нанял наёмников христианского вероисповедания и заплатил дань графу Барселоны Рамону Беренгеру IV и его сыну Альфонсо II, королю Арагона, чтобы он мог расширить свои владения в противостоянии с Альмохадами и рассчитывать на периоды мира на северной границе его владений.
Несмотря на это, сосредоточившись на своих походах на юге, он не мог помешать графу Барселонскому Рамону Беренгеру IV взять Тортосу (1148), Лериду (1149) и Фрагу (1149).
Позже между 1165 и 1168 годами, в уплату военной помощи, предоставленной против Альмохадов, Ибн Марданиш уступил бывшую территорию Бану Разина (Альбаррасин) сеньору Эстеллы Педро Руису де Азагра (? — 1186). Эта территория станет поместьем Альбаррасин, став суверенной территорией, расположенной между Арагоном и Кастилией в руках вассала короля Наварры.

## Экономическая политика
Во время эмирата Мухаммада ибн Марданиса город Мурсия достиг огромного великолепия настолько, что его валюта стала эталоном в Европе, morabetinos lupinos.
Процветание города было основано на сельском хозяйстве, что способствовало использованию течения реки Сегура через сложную гидрологическую сеть (каналы, азуды, нории, акведуки), которая уже на протяжении веков функционировала в этом районе.
Мастерство также получило большое развитие и престиж, настолько, что мурсийская керамика начала экспортироваться в итальянские республики. К чему следует добавить многочисленные дворцовые или военные сооружения, возведённые как символ его государственной власти, такие как дворец Кастильехо-де-Монтеагудо, а также дворец Аль-Дар-аль-Сугра (на котором с 1228 года возвышался Алькасар). Также со времён Марданиса сохранились остатки королевской оратории и Пантеона Алькасара Насира города.
Чтобы защитить свою столицу от нападений Альмохадов, Мухаммад ибн Марданис приказал усовершенствовать и расширить стену, которая в конечном итоге защищала город на протяжении всего средневековья и части современности.

## Распад его эмирата и подчинение Альмохадам
В результате попытки взять Кордову в 1165 году армия Альмохадов, переправившаяся через Гибралтар и усиленная на полуострове, прибыла в Севилью, направляясь в Мурсию. Альмохады победили войско Ибн Марданиса в замке Луке и 8 сентября отняли у него Андухар. После разорения городов Галера, Каравака, База и региона Сьерра-дель-Сегура они взяли Кульяр и Велес-Рубио.
Через несколько дней Мухаммад ибн Марданис и его армия потерпели сокрушительное поражение в том месте, где долина Гуадалентин соединяется с Вегой Мурсия. Неприступные стены города Мурсии защищали эмира, остатки его армии и мирное население, но богатые предместья и роскошные усадьбы дворян Мурсии остались во власти захватчиков, которые разрушали и грабили, сколько хотели. Резиденция Ибн Марданиса была опустошена. Это стало первой серьёзной неудачей Ибн Марданиса во время его правления. Он не переставал нападать на Кордову и в 1168 году владел округом Ронда.
В июне 1169 года его тесть и союзник Ибрагим ибн Хамушк подчинился династии Альмохадов, он начнёт сотрудничать с ними в завоевании Андалусии или Ксарк Аль-Андалус, предавая своего зятя. Это вызвало новые кампании эмира Мурсии и его союзников по аннексии тех территории, которые имели особое экономическое и стратегическое значение.
Армия Альмохадов вернулась в марте 1171 года. Им удалось захватить Кесаду, прежде чем они подошли к Мурсии. На этот раз осада столицы не дала никаких результатов. Но города во владениях Мухаммада ибн Марданиса начали переходить на сторону Альмохадов, заявляя что они принимают их доктрину, и изгонять христианских военных и гражданских лиц. в середине 1171 года восстали города Лорка, Эльче и База. Также поступила Альмерия, которая была передана Альмохадам двоюродным братом и зятем Мухаммада Ибн Марданиса. Альсира также восстала и перешла за сторону Альмохадов. В период с конца 1171 по начало 1172 года Ибн Марданис потерял своих последних союзников: против него восстали Валенсия, Хатива и Сегорбе. Он поспешно договорился с Альмохадами, когда скончался 28 марта 1172 года. Его сын Хилал (по отцовскому совету) поспешил объявить себя вассалом Альмохадов и сторонником их вероисповедания, оставаясь губернатором Мурсии.